# Exephanes subfulvus
Exephanes subfulvus là một loài tò vò trong họ Ichneumonidae.